# Религиозные столкновения в Бангладеш
Религиозные столкновения в Бангладеш происходят между представителями различных религиозных групп, где с одной стороны мусульмане, а с другой представители других вероисповеданий. В Бангладеш главенствующая религия — это ислам (89,7 % населения исповедует его), индуизм исповедует 9,2 % населения. Также есть меньшинства из числа буддистов и христиан.

## Жертвы среди индуистов
В основном преследованиям подвергаются представители индуистской общины, 98 % всех изнасилованных женщин в Бангладеш относятся к индуистской общине.

## Жертвы среди христиан
Убийства и изнасилования также распространяются и на последователей христианства. Есть случаи, когда христианские священники были убиты, а нападавшие сожгли их дома.

## Жертвы среди ахмадиитов
В 2003 году 35 ахмадиитов (ахмадие) (религиозная секта, отделившаяся от ислама в 19 веке.) были тяжело ранены после того, как мусульмане-сунниты напали на них. Секта Ахмадие не является официально зарегистрированной религиозной организацией в Бангладеш, и правительство не вмешивается в данный конфликт.

## Жертвы среди буддистов
В 2002 году был убит буддийский монах, который был основателем монастыря, в котором, в свою очередь, учится примерно 100 детей. Это убийство вызвало протест в буддийской общине, протестующие критиковали правительство Бангладеш в том, что те не обеспечивают защиту религиозных меньшинств.

## Жертвы среди мусульман
Также имеют место быть многочисленные нападения на представителей мусульманской общины, в основном со стороны индуистской общины. Зафиксированы многочисленные случаи вооруженного нападения на мусульманские деревни в приграничных с Мьянмой районах.